# Amy Karle
Amy Karle és una artista nord-americana, pionera del bioart. A les seves obres, on explora la relació entre la tecnologia i el cos humà, utilitza tècniques d'impressió en tres dimensions i recerca sobre cèl·lules mare i clonació per fer servir teixits orgànics com a material. Entre les seves obres hi ha Morphologies of Resurrection, feta en col·laboració amb la Smithsonian, on es recreen sis esquelets d'evolucions hipotètiques del triceratop. Ha exposat en més de 53 exhibicions internacionals.
Karle ha citat com a fonts d'inspiració la seva experiència amb una malaltia congènita, així com ser filla d'una bioquímica i d'un farmacèutic. És considerada una de les dones més influents dins de la indústria d'impressió 3D, i el 2019 fou reconeguda com una de les 100 dones més influents segons la BBC.